# 2022年6—7月澳門2019冠狀病毒病聚集性疫情病毒檢測安排及措施相關爭議
2022年6－7月澳門2019冠狀病毒病聚集性疫情病毒檢測安排及措施相關爭議，介紹在2022年澳門2019冠狀病毒病聚集性疫情爆發期間在澳門發生的病毒檢測安排及措施相關爭議，包括全民核酸檢測安排混亂、工作場所核檢證明爭議和快速抗原檢測措施爭議。

## 全民核酸檢測計劃相關爭議

### 核檢與減少聚集被指存在矛盾
6月19日至21日，澳門啟動新一輪全民核酸檢測，有市民認為相關措施會導致群眾聚集，增加染疫風險，衛生局局長羅奕龍在6月20日防疫記者會上表示，並不能把防疫的原則（減少人員流動）以及防疫措施（全民核檢）視之為矛盾，疫情防控工作均有利弊，並稱市民都明白相關措施的目的，並願意配合政府。但就首日全民核檢的情況，多個檢測站都人滿為患，且大部分檢測站都在封閉的空間內，並等待一小時或以上。被問及全民核酸檢測多人聚集會否增加市民感染風險。羅奕龍在疫情記者會上表示，疫情防控涉及多項工作，形容每項工作都需要代價，其中包括市民的時間成本、政府投入的資源等，政府在權衡過後認為全民核檢符合成本效益，故決定啟動。羅奕龍反問，若不做全民核檢，則不會發現 8個陽性的10混1樣本，而1個陽性個案往往意味著相關家人都有感染風險，可能會 1變 10，而且感染源頭更難發現，對社會的代價會更大。他強調，到目前為止本澳的防疫成效都是建基於市民的配合，共同努力，相信全民核檢等防疫政策可有助防控疫情。

### 網傳全民核檢有等候時受感染已被澄清
6月25日，就網上有傳言指陽性個案的第94例和第107例可能在進行全民核酸檢測時感染病毒，應變協調中心作澄清：指上述兩例陽性病例是早前報道的第39例的同住家人，直至目前，第39例的同住5名家人，其中有4人受感染。第39例是在6月21日早上確診，衛生局隨即將其同住家人列為密切接觸者，並作出管控及安排進行核酸檢測，隨後確診。

### 全民核檢惹民怨
自6‧19疫情發生後，全民核檢顯示出特區仍與中央「動態清零」政策的一致性。時事評論員蘇文欣表示，理解政府短時間內實施防疫措施，但核酸站大排長龍，無疑增加市民染疫風險。蘇文欣指出，要市民在短時間內做多次檢測，但當局卻又未有即時向市民解釋用意，而且核檢的部分安排仍有瑕疵，故市民有怨言是必然的。

### 全民核檢系統故障
6月23日晚上，澳門正進行新一輪全民核酸檢測計劃，全民核酸檢測登記系統出現故障，導致各核檢站出現人龍。新型冠狀病毒感染應變協調中心表示，全民核酸檢測的登記系統曾間歇性出現故障，經搶修後已恢復正常，導致部分檢測站出現人龍，中心對造成不便感到抱歉。當天晚上，多個核檢站出現排隊人龍，大部分站點需等候多於半小時，部分站點超過1,000人輪候，要等超過1小時。其中有站點因系統故障，暫時無法登記採樣，導致該站點核酸檢測採樣一度暫停，核檢站出現排隊人龍。

### 無法確定需開展多少輪全民核檢
6月26日防疫記者會上，衛生局局長羅奕龍表示，至今仍無法確定會還需開展多少輪全民核檢。他又稱，因今次與去年所面對的肺炎病毒株不同，故不能以過往經驗應對。有傳媒關注到全民核檢是否須做到清零。羅奕龍回應稱，若在疫情開頭時足夠迅速的話，就可以透過全民核檢找到社會面確診個案，隔離和管控風險人士，則有機會可達到清零目標。然而，若疫情在社區中廣泛爆發則未必可通過全民核檢達預期作用。被問到還須再做多少輪全民核檢時，羅奕龍表示，至今仍無法確定會開展多少輪全民核檢，當局會因應實際情況研判部署。
6月27日防疫記者會上，就傳媒關注是否會開展下一輪全民核檢？衛生局傳染病防控處處長梁亦好表示，需要評估6月27日至28日全民檢測的核檢結果，再考慮是否採取措施阻擊疫情。至於是否降低“10混1”的混樣數量，則需要根據現有資源和能力去調整。

### 增加核檢站及採樣點減聚集
6月27日，教育及青年發展局局長龔志明到新增設的嘉諾撒聖心英文中學核酸檢測站視察。他表示該輪檢測在首日檢測情況暢順，雖然時間再縮短，但新增 9個站點和部分站點增加了採樣點，相信質量和處理量均有提升，有助減少居民排隊時間和人群聚集，政府各部門“10多 20個局”，如廉署、審計處、檢察院等均派員協助後勤支援等工作，希望減輕前線人員壓力。有意見反映部分檢測站沒有派發快測包，龔志明表示，暫沒有收到站點物資缺乏的情況，倘出現不足將及時補給；若市民在站點未能領取可於登記後獲補給。

### 研究豁免幼童參與全民核檢
6月27日疫情記者會上，有記者提及不少家長叫苦連天，原因是嬰兒不能戴口罩，又沒有接種疫苗，冒著高風險前往進行全民核檢，被指形同「裸奔」，加上當局發放的抗原檢測棒比嬰兒的鼻孔還要大，實在無從入手，並問及可否豁免幼童參與全民核檢？衛生局傳染病防控處處長梁亦好回應稱，全民核檢目的是希望在社區找出已感染人士，將傳染源管控，減少社區傳播。如幼童自疫情從未出門，沒有社區感染風險，可評估是否可在下一輪全民核檢中豁免。至於小童可否選擇口咽拭子檢測。教育及青年發展局非高等教育廳廳長張子軒表示，現時全民核檢的系統中，已具備可口咽拭子或鼻咽拭子檢測的選項。
6月28日，在澳門電台中文頻道時事節目《澳門講場》上，有聽眾認同政府研究幼童可否豁免下一輪全民核檢，亦有聽眾不支持有關看法，因小朋友會與家人接觸，亦會四圍觸摸，同樣有感染風險。婦聯二級服務總監鄭美芝認同政府想法，建議當局優先考慮豁免年齡較小的幼童，前提需為家長在全民核檢中結果陰性。她稱，目前學校及托兒所因應疫情暫停運作，大部分幼童留在家中，加上 3歲以下幼童未能接種新冠疫苗，亦沒有合適口罩佩戴，家長擔心帶幼童出外核檢有一定感染風險，若豁免幼童核檢可減輕家長憂慮。在防疫記者會上，傳媒關注嬰幼兒是否需要參與全民核檢，衛生局傳染病防控處處長梁亦好表示，若有下一輪全民核檢再作公佈，包括年齡及適不適合進行全民核檢。

### 紅碼區嬰兒不能豁免核檢
6月30日疫情記者會上，對於有家長提出對於紅碼區的嬰兒或可跟隔離酒店般有人員上門協助採樣或豁免檢測。衛生局傳染病防控處處長梁亦好回應稱，紅碼區屬高風險，不能豁免檢測。至於當局可否上門協助紅碼區的嬰兒採樣，她則認為，隨著紅碼區越來越多，當局難有人力做到。梁亦好日前稱，幼童自疫情從未出門，沒有社區感染風險，可評估是否可在下一輪全民核檢中豁免。

### 核檢機構失誤導致全民核檢仍未有全部結果
6月30日午夜，應變協調中心經調查了解，參與本次全民核酸檢測的國檢（澳門）衛生檢測有限公司（中国检验认证集团附属机构）因機器故障及檢測失誤，導致 22 管樣本涉及 132 人，未能檢出正常結果，仍在複檢中。應變協調中心對該公司出現的失誤深表遺憾，已責成該公司作出全面檢討，提出切實可行的改善措施，防止類似事件再次發生；此外，應變協調中心就本次全民核酸檢測的全部結果延遲公佈，向全澳居民表示抱歉。

### 議員促全民核檢盡快上碼
7月2日，立法會直選議員梁孫旭提出書面質詢，促請當局優化現有防疫措施，包括盡快實施全民核檢結果上載至健康碼，減少重複核檢。梁孫旭指出，不少居民需短時間內重複核檢，以至核檢站壓力和疫情傳播風險增大。

### 三輪全民核檢改善措施
7月3日防疫記者會上，衛生局局長羅奕龍表示，如市民參與全民核酸檢測計劃，有些工種包括醫療機構會要求員工持有48小時的核酸陰性結果證明才能上班。若市民已參與全民核酸檢測，便不需要另外再自費做核檢，當局會修訂健康碼系統，顯示市民已參與全民核酸檢測及檢測的日期，但不會顯示結果。應變協調中心呼籲，如果員工於上班當日，已參與了全民核酸檢測，相關機構負責人便沒有必要要求員工再找站點自費做核檢。當局亦優化三輪全民核檢措施，包括零至三歲嬰幼兒可豁免核檢；關愛站提早開放三小時前開放等。

### 殘障人士及長者不獲豁免全民核檢
7月4日防疫記者會上，有傳媒關注殘障人士及長者可否亦豁免參與全檢？教育及青年發展局非高等教育廳廳長張子軒回應稱，關愛人士可以到關愛站，或一般檢測站的關愛通道進行核酸檢測，而社工局有特別機制幫助不良於行或長期臥床人士，有需要的市民可致電社工局支援熱線。衛生局傳染病防控處處長梁亦好表示，明白市民去做全民核檢有機會增加感染風險，但需要平衡風險及獲益，政府是希望藉此盡快發現陽性病例。為減低市民因做全民核檢染疫，當局做了大量功夫，包括調整核檢的名額及增加站點，並要求市民前往核檢站前先做自我抗原檢測，結果陰性才可前往核檢站。

### 放寬年齡層指將會擴大傳播風險
在7月8日防疫記者會上，有記者問及能否豁免進行全民核酸檢測的年齡層，衛生局局長羅奕龍表示，相關豁免是因應國家的相關規定，即豁免0歲至3歲以下的小童毋須進行全民核檢，豁免的邏輯，主要是考慮到小童的照顧者在完成全民核檢後，檢測結果為沒有被感染的話，便可判斷出小童沒有被傳染的風險。倘豁免年齡層放寬，將會擴大傳播的風險，因而會產生其他的問題。應變協調中心強調，當局會因應實際科學數據及實際判斷來調整相關措施，希望市民理解。

### 全民核檢檢測站問題多
7月11日，有一名核檢站義工向本地傳媒反映，核檢站發現一些問題，包括工作人員長期站立和日曬雨淋，站內的公職人員對義工作出冷酷的回應，同時不願意幫忙協助其他需要站立的分流崗位。部分公務員的義工指出相關部門從沒有組織參與有關核酸站內或其他部份的抗疫工作，所以很多公務員在家裡「悶到死」。當然，真的有一部分的公務人員「做到死」。他指特區政府是否應要求各個公職部門參與防疫有關工作？同時應該合理安排相關合理和分配工作。特區政府採“靜止”措施壓疫情，但無奈的是不斷有多宗濫用「特許工作證」的個案發生，認為要減低社會上的人口流動下，應該合理調撥這群受薪的公職人員協助核檢站內的抗疫工作。
對於核檢站工作人員安排受到批評，教青局非高等教育廳廳長張子軒在7月12日疫情記者會上表示，目前本澳60多個全民核酸檢測站點，工作人員均由部門實體、學校、企業及社團派員組成，各站的人員組合也不盡相同，相互在各個不同環節作出支援。當局早已就核酸站的人員配置定出原則和建議，包括輪換機制。張子軒又稱，由於市民已開始熟悉核酸檢測的相關程序和所需資料，相比於之前幾輪核檢，現時，工作人員在在戶外接受市民查詢，協助市民或處理高峰人流情況的工作量已有所減少。教青局會視乎實際情況作出人手上的調整，在近兩輪核檢中，社團派出的義工人數已大大減少。

### 全民核檢所有一般站一刀切取消深宵開放時段
7月16日，衛生局局長羅奕龍宣佈，由第11輪全民核檢起將加長日間開放時段以取代深夜時段。 教育及青年發展局局長龔志明表示，近幾次全民核檢約有百分之4居民預約凌晨時段檢測，每晚約三萬人次預約，在調整核檢站日間開放時間後，預約日間採樣的居民增加，且日間預約名額已多於凌晨時段需求，為平衡醫護人員和工作人員輪休，將加長日間開放時段以取代深夜時段。

### 豁免部分人士全民核檢
7月17日疫情記者會上，新型冠狀病毒感染應變協調中心表示，符合條件的高齡長者及殘疾人士可申報豁免全民核酸檢測，豁免對象的準則，必須同時滿足下列三點所述條件：
1. 基本條件：第一類（高齡長者）－在1942年12月31日或之前出生的在澳人士（包括澳門居民及非澳門居民，年齡界定以身份證明文件上的出生日期為準）；第二類（殘疾人士）－持有由社會工作局發出的有效殘疾評估登記證的殘疾人士；
2. 不良於行：指必須依靠別人全程攙扶，又或在別人全程協助使用行動輔具的情況下，才能離家出行；
3. 需要別人照顧：在飲食、穿衣、洗澡、如廁及/或轉移身體等生活起居活動方面，依靠別人提供協助。

## 防疫措施升級 核檢站排長龍違防疫

### 娛樂場防疫措施升級 各自費核檢站一度大排長龍
6月28日上午，青茂口岸全民核檢通道排起長龍，目測逾百人，龍尾排到青洲美樂花園。另一條“自費冷鏈通道”及黃碼通道，輪候者不多，即到即檢。兩種核酸檢測都必須在家先完成預約登記，並做快速抗原測試呈陰性方可入場，期間青茂口岸核檢站輪候人數超過700人，輪候時間逾 80分鐘以上。
有博企員工表示公司的政策原本在6月28日當天實施，但最後跟隨政府於7月1日起實施新措施，批評政府朝令夕改，認為當局應思考清楚才去推動新防疫措施。有賭場員工表示在酷熱天氣下去排隊驗核酸，很多人約不到被迫跨區做核酸，青茂口岸檢測站大排長龍比全民核酸更跨張，認為政府的政策實施公佈太遲。有市民批評政府做事方式是“邊改邊做，想法離地”，要廣大市民跟政府指引，但同時用指引『戲弄』市民。做錯事不用被追究責任，人工收足，工夫做一成。又認為人多聚集增加防疫負擔，博企員工要冒著防疫風險去進行檢測，批評相關政策是近乎“離地”。
6月28日下午防疫記者會上，新型冠狀病毒感染應變協調中心表示，這兩天所有力量集中於全民核酸檢測的工作上，包括核檢機構也將大量人手調配至全民核檢，導致自費核檢的名額相應減少；全民核檢完成後，自費核檢的名額就會恢復至平日的水平。另外，有市民反映完進行全民核檢時拿不到口罩，當局已責成相關核檢站修正問題，未有拿到口罩的市民也可到核檢站補領。

### 核檢站再度大排長龍被批違防疫
7月起，隨著全澳娛樂場和建築場地新增多項防疫措施，包括所有工作人士進入前須出示48小時內核酸檢測陰性證明及當日快速抗原檢測顯示陰性結果。6月30日上午，包括青茂口岸、鏡湖醫院、工人體育館、北安等核檢站大排長龍。有博企員工向本地傳媒反映，當前澳門社區疫情嚴峻，大批人同一時間湧至一個點進行核檢，可能造成交叉感染，強烈建議這段期間增設至少五個較大規模的核酸點，實施24小時運作，加快疏導人潮。
6月30日中午，鏡湖醫院核檢站人龍排至連勝街，約 200人排隊核檢，每隔約 20米有工作人員維持秩序。在青茂口岸核檢站出現逾百米人龍，排至青洲消防站附近。在炎熱天氣下，不少市民帶同雨傘遮陽。有市民稱6月29日晚上預約已滿，預計需要排 1.5小時至 3小時，不滿核檢安排。現場有工作人員手持擴音器要求保持 1米距離，並提醒必須預約才能核檢。青茂口岸核檢站分為多條排隊隊伍，黃碼人士和重點人群同樣在這個核檢站排隊，現場排隊人士有保持 1米距離，有警員在場維持秩序。博企每日約有 2萬人上班，現時已約有 1.5萬人預約博企的核酸檢測站檢測。民防中心則發出呼籲，因應目前工人體育館及青茂口岸核酸檢測站輪候人數眾多，呼籲有需要核酸檢測的人士，前往其他核酸檢測站。有正在排隊的人士指現場懷疑有人插隊，在場有多名警員和增援的保安維持秩序，隊尾一直排至青洲美樂花園近臨時燃料倉庫區對開，但現場未見有任何遮蔭或風扇等設備，有在場工作人員都忍不住勸喻排隊者“有遮盡量開遮”，有完成核檢的博企員工批評政府的做法，質疑為何必須核檢加快檢同步進行，又稱政府必須“增點加時”，增加核酸檢測點同時廿四小時運作，切實把居民生命放在首位，有地盤工作人員批評政府未有理會核檢配套能否配合和大批人流出現的情況下，推出相關措施令居民群聚，大大增加風險。
在澳門工人體育場核檢站方面，外面有數百人排隊，現場已拉起人群分隔線，人龍“打蛇餅”，龍尾排至關閘口岸離境車道行人道，現場的關閘口岸2條離境車道封閉。有警員呼籲在場人士戴好口罩和保持 1米距離。有博企員工稱，排了 3小時才完成核檢；有居住在附近的黃碼區居民帶同小童到核檢站後反映，由上午9時多開始排隊，中午12時半才完成核檢，不明白為何沒有區分黃碼人士核檢，與其他核檢人士一起排隊。亦有輪候者稱，當天早上現場一度出現混亂，人流過多，至後來才回復秩序。從網上片段中該核檢站人流眾多，不少人士甚至跑步入場爭位，另有人疑因“插隊”引起正在排隊的人士不滿，場面十分混亂，憂增感染風險。同日，受熱帶風暴暹芭影響，氣象局發出一號風球，受其外圍環流雨帶影響，澳門出現驟雨，正在不同核檢站輪候的人龍，大部分未有帶備雨具，需要找遮雨地方，一度出現混亂。在工人體育館核檢站，原本以分隔線劃分的人群，因要避雨而聚集，無法維持 1米距離；在鏡湖核檢站，亦有人因需避雨而要求前方輪候人士前進，部分市民直接湧進專科大樓正門避雨，隊伍人數有所減少，部分則淋雨排隊。

### 政府緊急宣佈取消入賭場及地盤持核檢措施
6月30日近下午3時，民防行動中心發佈消息：新型冠狀病毒感染應變協調中心表示，為免人流聚集，造成病毒傳播風險，現宣佈調整對進入娛樂場範圍及進入地盤的人員之防疫措施，有關人士無須出示 48小時核酸陰性報告，但仍須在進入上述場所前進行自我抗原檢測，並將結果於健康碼內的申報平台如實申報。中心其後發新聞稿表示，因應建築業和娛樂場員工人數眾多，兩天一檢核酸儘管可降低工作場所傳播風險，但會造成核酸站人員聚集，不利抗疫，結合近期全民核酸和快速抗原檢測結果，經與有關部門研究和協商後，現決定取消上述工種人士上班前48小時核酸檢測陰性證明的要求，但仍須在進入上述場所前進行快速抗原檢測，並將結果於澳門健康碼內的申報平台如實作出申報，由相關監管實體制定監督機制；同時亦須配合特區政府的防疫指引和措施。當政府宣布入賭場及地盤改為持抗原檢測結果，無須持核檢陰性報告，本澳多個核檢站原本正在輪候檢測的人龍，陸續有市民收到新聞消息後離開，亦有部分人士向在場警員詢問，確認最新措施後離開。在有關措施公布後 10分鐘內，工人體育館核檢站本來有近 200人排隊已基本散去。較早前，在青茂核檢站，龍尾一度排至鴨涌河自由波地後數十米。
在6月30日防疫記者會上，衛生局傳染病防控處處長梁亦好表示，對相關事件和情況表示抱歉。被問到政府的防疫政策是否朝令夕改，梁亦好稱絕不認同。她稱有關安排是事前評估過當局的核酸檢測額完全足夠，只要市民按照當局事前安排預約，並按時到核檢站，絕對不會出現問題。她稱全民核檢的核酸檢測數量(比現時)更多，當局仍能從容處理。她表示主要原因經過了解後，相當部分人士已預約檢測時間在中午，甚至傍晚或晚上時間，但因他們擔心核檢結果比較遲出，因此沒有按時到場，並提早到場排隊。同日晚上，公共建設局及土地工務局經與有關部門研究和協商後，決定取消進入地盤前須持有48小時核酸檢測陰性證明的要求，但人員於每天上班前，須進行自我快速抗原檢測，結果為陰性並上傳至申報平台，持有澳門健康碼綠碼，才可進入地盤。

### 衛生部門“甩鍋” 拒認核檢站混亂之錯
就6月30日核檢站排長龍惹混亂，當局總結出今日迫爆核檢站的原因，主要是因為按原有預約時間到場，包括已預約下午和晚上的人士提早來輪候，希望盡快獲得檢測結果，以便7月1日上午可以上班。衛生局傳染病防控處處長梁亦好表示其中工人體育場檢測站輪候人士過多原因是擔心核檢結果比較遲出，因此沒有按時到場，並提早到場排隊，當局研判相關情況後決定叫停相關工作人士須出示48小時核酸陰性報告的措施。
當局強調，目前澳門6個常規核檢站每天可提供超過5萬個自費檢測名額，以及供黃碼人士排查的名額4萬個，可以滿足每日核檢的需求。對於負責相關措施的衛生局局長羅奕龍當天記招不見人，衛生局傳染病防控處處長梁亦好表示，「局長好忙」，抗疫工作涉及很多環節，局長有很多指揮工作，故今日派她出席疫情記招。對於相關事件是否有官員負責，梁亦好回應稱不能回答。不少市民批評政府朝令夕改，玩死市民。梁亦好對今日迫爆事件表示抱歉，她不認同政府朝令夕改的說法，又指，當局評估過檢測額完全足夠，只要市民按照政府安排就絕對不會出問題。她又稱，政府抗疫規劃目的是希望減少病毒傳播風險，當發現推出的措施出現今日問題，已即時調整，當局會繼續用不同的方法找出受感染人士。

### 加強社區核酸站人流管控措施
7月1日疫情記者會上，當局表示發現有部份社區核酸站人流較多，容易造成人員聚集，為加強核酸站的人流管理，當局將會對多次出現秩序混亂的站點進行重整優化，稍後公佈詳情。

## 重點人群核酸檢測計劃爭議

### 三類重點人群檢測爭議
2022年7月3日凌晨一時，應變協調中心宣佈，在澳門從事保安服務業（一般指為商業企業提供保安服務） 、清潔服務業、物業管理業（一般是為屋苑住宅提供管理及清潔服務）的人士，7月3日必須進行一次核酸檢測。
上午多個核檢站出現排隊人龍，有保安員向駐站警員反映措施太遲公布，未能預約今日(3日)核檢。有保安員稱，工作時間是朝 8晚 8，憂慮未能在核檢站開放時間核檢，又擔心秩序混亂；亦有保安員形容措施麻煩，有同事因上班趕不及核檢，又稱手上的快速抗原檢測試劑不足，需自行購買。

### “工作人群”之定義模糊
2022年7月24至29日，政府開展重點人群和工作人群的核酸檢測，重點人群包括清潔、保安、物管、餐飲、外賣配送、公共交通司機和在外留宿家傭，需每日一檢；其他工作人群則每 2天一檢。對於何謂“工作人群”，衛生局傳染病防控處處長梁亦好解釋，需要離開家居而到另一個地方工作的人群，就叫做「工作人群」，如果只是在家辦公，無需外出則不屬於「工作人群」。
2022年7月21日防疫記者會上，應變協調中心作出說明，7月24日至29日期間，離家工作人群須每兩日進行一次核酸檢測，有關措施的具體對象為7月20日至7月29日期間須離家工作的人士，不論其工作時數及工種。離家工作人群的檢測要求方面，為自7月24日起或於離家工作當日起進行核酸檢測，每兩日一檢，直至7月29日。有關措施由監管實體、機構和僱主負責監督執行。
2022年7月22日防疫記者會上，應變協調中心以舉例方式說明工作人群兩日一檢之安排，例如，7月22日有離家工作，便於7月24日起進行核酸檢測，每兩天一檢，直至7月29日；又如果之前一直沒有離家工作，直至7月26日才離家工作，須在離家工作當日起，即7月26日進行核檢，每兩天一檢，直至7月29日。

### 菲律賓籍列重點人群再次被指“歧視”
繼2021年爆發的保安及裝修群組期間於2021年10月11日至15日對兩個族群（尼泊爾籍和越南籍外僱）連續4天每日一檢，當時不少外僱紛紛在網絡留言，表達對相關政策不滿，形為相關政策是造成歧視或種族歧視，導致他們處受不公。有外僱指出相關政策是赤裸裸的歧視，差別對待外籍人士。
在2022年7月21日疫情記者會上，應變協調中心宣佈對菲律賓籍人士包括持菲律賓籍的澳門居民由7月22日起每日一檢至另行通知，衛生局傳染病防控處處長梁亦好對記者回應時作解釋，在現時總體的陽性個案中，菲律賓籍人士（未計算菲律賓籍澳門居民）有171例，所佔比例為9.5%，屬於相當高的數字；同時，基於該群體人士的交往十分頻繁，因此希望透過把他們列入重點人群，透過核檢尋找在社區的潛在個案。
菲律賓駐澳門總領事館發出聲明，呼籲在澳菲律賓人配合澳門政府最近制定的強制性檢測要求。領事館強調不要將此事視為「政治問題」，而應將其視為當局努力「實現病毒動態清零目標」的「健康問題」。
在2022年7月22日疫情記者會上，衛生局傳染病防控處處長梁亦好表示，此舉是基於風險評估列出重點人群，絕無標籤任何工種及種族。她指出，截至前日1,795宗個案中，菲律賓籍人士有171宗，佔9.5%，梁亦好又稱過去兩周，菲律賓籍人士佔社區感染個案24.5%，顯示菲律賓籍人士的交往比較密切，當局憂慮相關族群仍存在隱匿傳播鏈，加上菲律賓籍人士遍及各種各樣工種，難以用工種劃分，活動範圍和朋友交往亦較密切，當局希望通過高頻次檢測，盡早將一些受感染人群盡早發現。
2022年7月21日，立法會直選議員林宇滔批評相關政策是歧視、不科學，要求當局取消以族裔劃分重點人群。林宇滔指出，特區政府須以其會否較高機會接觸過高危人群，又或其同住人士、居所地點、工作區域或工種有額外感染風險作出客觀評估、劃分重點人群，而非族裔來分劃分，並已去信衛生局局長羅奕龍，要求當局冀檢視及取消以族裔劃分須每日核檢重點人群的安排，及日後亦必須避免同類情況出現。信中提到該消息公佈後，隨即引起不少在澳菲律賓籍人士，以及菲律賓籍家傭僱主的關注和批評。當局亦曾於去年要求所有尼泊爾籍和越南籍人士隔日接受核檢，而同年6月22日亦曾要求所有緬甸籍人士參與一次重點人群核檢。「必須指出，當局簡單以族裔劃分須每日核檢的重點人群，而不是以其會否較高機會接觸過高危人群，又或其同住人士、居所地點、工作區域或工種有額外感染風險作出客觀評估、劃分重要人群，根本不科學、甚至涉及歧視。」。林宇滔指出，「不少家傭僱主向本人反映，在今波疫情下，其菲裔家傭一直配合政府的呼籲和要求，一直居於僱主家中，除與僱主一同出外接受全民核檢外，並未外出。今次政府不論情況要求所有菲裔家傭高頻核檢，相反會增加他們在外感染的風險，做法不單有違「精準防控」原則，而這種簡單粗暴地以族裔作為劃分依據的防疫限制，也可能違反了適用澳門的《消除一切形式種族歧視國際公約》。」
根據BBC中文報道，一名居於澳門的菲律賓籍青年指，他父親是菲律賓人，母親是澳門人，出生時被登記成中國籍。在特區政府的命令下，他一家人出現了這尷尬局面：已經退休的父親要每日強檢，何塞身為菲律賓人，卻不用檢測。他認為相關措施很不公平，他的一位同齡朋友在出生時登記為菲律賓籍需強制每日一檢。該青年懼怕在人口68萬的澳門被「起底」（人肉搜索），工作受影響，不願進一步透露自己的工作與父親退休前的職業。在每日強制核檢命令公布後，英文《澳門每日時報》（Macau Daily Times）與官方澳門廣播電視（TDM）葡文台的Facebook帖文下湧現了不少批評此做法的留言。
澳門進步家務工工會（Progressive Labour Union of Domestic Workers in Macau）主席傑西·桑托斯（Jassy Santos）也批評澳門當局此舉是「種族主義行徑，並不公平」。她對《香港自由新聞》（Hong Kong Free Press）說：「政府要是在認真對付疫情爆發，那為什麼不檢測所有人？為什麼不檢大陸人、緬甸人和杜拜人？」
澳門葡籍人權律師何睿智（Jorge Menezes）也質疑特區政府此舉違反澳門《基本法》與聯合國《公民權利及政治權利國際公約》。何睿智指該措施違反了平等性、合理性、相稱性和必要性原則……當局並非基於非歧視性因素來限制菲律賓人的自由，例如說居住地點感染率高，而是基於國籍……這政策客觀上就是種族歧視，而且違憲。澳門資深時事評論員黃東指出，自當前一波疫情於6月18日爆發以來，澳門市民對特區政府多項防疫政策「口服心不服」，已積壓不少民怨，且政府本身與菲律賓人等外籍人士欠缺溝通，決策「一葉障目」，且抱著前段時間疫情受控的勝利者姿態，才會有這樣的決策。他說，特區政府當時並未採取充足措施，現在卻瞬間進入猶如戒嚴的嚴厲重罰狀態，「別說是菲律賓人，連我們本地人都覺得一下子從一個極端走到另一個極端，太過分嘛」。
聯合國人權事務高級專員米歇爾·巴切萊特（Michelle Bachelet Jeria）曾在2021年3月一場會議上說，疫情表明，種族主義、歧視和貧困形成惡性循環，對實現可持續發展目標構成障礙。

## 戶外核酸檢測站惹衛生安全疑慮
7月25日，位於祐漢街市公園內的全澳首個戶外核酸檢測站正式啟用，北區社區咨詢委員會委員陳智榮肯定戶外核檢站具靈活性的特點，期望持續加強保障居民及工作人員的衛生安全，促請“澳核酸”登記系統盡快推廣至其他常規核檢站。他認同祐漢戶外核檢站的啟用，可有效分擔該區核檢需求，惟戶外空間在維持秩序及分流待核檢及完成核檢群眾方面存在難度，在保障工作人員及居民的衛生安全存在風險，加上近日天氣酷熱，較易中暑，皆是戶外核檢站面對的挑戰，促請政府在規劃戶外核檢站時應着重考慮，確保提供居民及工作人員安全及相對舒適的環境。

## 部分藝文場地用作核檢站用途惹爭議
自6‧19疫情起，部分藝文展演場地包括澳門文化中心和海事工房用作核酸檢測場地，在7月31日新增的8個核酸檢測站中，就包括舊法院大樓和望廈山房兩個展演場地，意味着澳門官方主要的展演場地幾乎用作核酸檢測站。場地會何時重開讓藝文工作者能完成製作展演？對此，衛生局局長羅奕龍於8月1日疫情記者會上未有正面回應，表示當局會因應情況調整站點分佈及數目，通盤考慮，但亦要考慮市民做核酸檢測的便捷性。而文化局發出新聞稿指除望廈山房、舊法院大樓地面層、澳門當代藝術中心．海事工房1號及2號等現階段作為核檢站，暫不對外開放，而龍環葡韻生活館、鄭觀應紀念館及葉挺將軍故居因需進行工程，同樣暫停開放。其他文藝場館和展館恢復開放。有藝文工作者批評，自疫情爆發起藝文場地與球場、戲院等設施一樣須暫停對外開放，而所有展演活動需要暫停，部分場地則被用作核酸檢測站點。但8月2日起部分娛樂場所解禁重開，惟當時未見政府明確表示轄下的文化場館，特別是被用作核酸站的展演場地何時可重新對外開放。有藝文工作者大嘆，沒有場地要如何完成展演計劃？如何維生？亦有人指，停工這一個半月間，各藝團未能進行的計劃都會積壓到下半年，要與原本下半年的計劃「爭人、爭場地、爭觀眾」，質疑政府為何每次疫情後均較遲重開藝文場地。

## 自我抗原檢測之爭議

### 自我抗原檢測申報系統故障
6月22日，新型冠狀病毒感染應變協調中心要求全澳居民在當天內必須完成快速抗原檢測，在上午時間系統平台一度出現故障，有不少市民上載時無法提交感到無奈，又形容情況是正常表現，亦有市民擔心若未能上載會否影響外出，從而影響預約了的檢測。中心其後於當天上午10時左右發出新聞稿，表示快速抗原檢測結果申報平台曾出現短暫故障，現已修復。市民無需急於上傳檢測結果，今天即使檢測結果尚未上傳到平台，健康碼不會轉為“紅碼”，亦不影響出行，市民無需憂慮。
有市民在6月22日上午因申報平台故障未能協助其本人和父親申報，有不懂使用智能手機的長者要由家人協助上傳至申報平台。澳門街坊總會副理事長兼社事委主任張淑玲表示，不少長者反映不懂如何進行抗原快速測試操作，感到無助和徬徨，建議當局專門針對有需要人士，開設服務點或關愛站，協助他們完成抗原測試，亦為他們提供單對單的友善教學和現場指導，從而慢慢學習、適應。
在6月22日下午，部分長者到培正中學臨時核檢站向工作人員查詢如何進行抗原檢測，亦見有不少長者手上拿著快速檢測套裝或電話向婦聯檢測站的工作人員查詢，表明自己看不懂操作說明。亦有外僱表示，自己看不懂有關說明。部分市民表示，很多長者不懂自我檢測或會易受傷。有長者去到氹仔海洋花園衛生中心請幫忙、但不受理，只好回家再看短片學習。亦有長者表示，只能靠家中子女才能完成自我快檢。反映出部分防疫措施沒有考量不同人群的需要。
7月18日，新型冠狀病毒感染應變協調中心表示，快速抗原檢測結果申報平台於當天上午9時20分至上午10時10分期間，上傳速度曾出現緩慢，致使有居民上傳檢測結果失敗，經檢查申報平台系統沒有出現故障，作調整後其上傳速度已回復正常，現正進一步了解上傳速度緩慢原因。

### 政府跨部門多方面協助和教導長者提交快速測試結果
對於長者無法自行進行快速抗原檢測，6月24日，衛生局局長羅奕龍表示，對獨居長者和有需要協助的人士，社會工作局有計劃聯絡團體設法幫助他們進行抗原檢測。衛生局傳染病防控處處長梁亦好呼籲如使用快速抗原檢測出現陽性，市民應第一時間召喚消防局救護車。等候期間不要離開家中，避免與他人接觸，千萬不要獨自到社區核檢站進行全民核酸檢測。
對於沒有智能電話或不懂申請快速檢測人士方面，衛生局局長羅奕龍表示，完成檢測需要申報，則可先拍照做記錄。
6月25和26日，民防中心要求全澳居民在兩天內每日進行一次抗原檢測。有部分人不懂如何上載結果，衛生局局長羅奕龍呼籲有關人士亦應用電話拍下以作記錄。在新一輪全民核檢起，更要求所有人士在進行核酸檢測前先進行快速抗原檢測，檢測陽性人士需立即通知消防局，並留在原地等候安排送往檢疫。

### 市民批評政府不關顧不懂自我檢測或不懂上傳結果的人士
自6月27日至28日全民核酸檢測計劃起，所有人士需完成自我快速檢測並呈陰性方可進行全民核檢。有聽眾在澳門電台中文頻道時事節目《澳門講場》表示，根據當局數據，早前有 10多萬人沒有申報快速抗原檢測，該聽眾認為政府必須關顧不懂自我檢測或不懂上傳結果的人士，並為他們另設核檢隊伍。有聽眾稱，對比上傳快測結果至申報系統，入站核檢只須出示快測照片較好，減少不懂上網長者的不便。另外，有自稱是長者的聽眾反映，須照顧 90多歲的殘疾母親，她稱，前2輪核檢均有社工局人員上門協助，但今次未有，住所附近核檢站又多斜坡，不利出行，希望當局關顧。

### 研究如何協助長者上傳快速檢測結果
7月23日0時至30日0時期間，政府要求所有在澳人士每天進行快速抗原檢測並透過手機上載申報結果，衛生局傳染病防控處長梁亦好表示，現時每日約有60萬人上傳快篩結果，但部分人如長者沒有上傳，當局將與相關部門商討，研究邀請社服機構協助長者上傳快測結果。
7月26日，社會工作局協調多間長者服務中心，為在上載檢測結果方面存在困難的長者提供協助上載服務。相關中心僅協助長者上載檢測結果，但不會協助長者進行有關檢測；長者在前往有關中心時僅須提供檢測結果的照片，切勿攜帶已使用的檢測物品到中心；有需要的長者須先致電相關長者中心進行預約。為盡量減低人員流動引起的傳播風險，社會工作局鼓勵長者盡量透過短片、圖文包、單張、說明書等渠道，學習進行自我快速抗原檢測及申報檢測結果，或在家人的協助下完成有關操作。

## 抗原檢測包被指供不應求和問題多
在6月26日防疫記者會上，對於有指快速抗原檢測有缺貨或價格調升情況，衛生局局長羅奕龍表示，市民不用過分擔心缺貨或搶購抗原檢測，政府要求市民進行的快速抗原檢測一定會提供，由於抗源檢測有效期較短，認為無須搶購，以免囤積，造成浪費。他又稱，抗原檢測格價有差異是客觀存在，相關部門會盡最大努力監測物價。

### 定時公布藥房抗原試劑存量
6月27日防疫記者會上，感染應變協調中心代藥物監督管理局公佈就關注到市民關心市面上快速抗原測試試劑的供應情況，藥物監督管理局將每兩小時在藥物監督管理局網頁公布本澳藥房試劑的存量，以供市民參考。因應疫情變化，相關進口商已加大進口量，並預計於本周內陸續到貨，而大藥房商會表示藥房也會盡快補貨。當局呼籲市民不需選購特定品牌，亦不需過量囤積搶購。

### 快測包供貨充足但補貨需時
6月28日，大藥房商會理事長吳慧紅接受澳廣視新聞訪問時表示，近日多了市民到藥房購買新冠病毒快速抗原檢測試劑，一般購買數盒。她強調供貨充足，但補貨需時，市面上亦有存貨。對於藥監局網站每 2小時在網頁公布本澳藥房試劑存量，吳慧紅稱，措施有助市民購買快速抗原檢測試劑，亦證明市場上有存貨，部分藥房存貨較多，補貨亦沒有問題，平均需時少於 1週，藥房亦有盡力配合當局更新數據。根據數據，多間藥房試劑存量為0。吳惠紅稱，試劑在疫情爆發前需求不大，藥房沒有備貨，加上疫情後政府向市民免費派發，難以預測市民購買數量，部分藥房入貨意欲不強。

### 快測套裝均為鼻腔拭子採樣
在6月27至28日的一輪全民核酸檢測中，政府向市民派發的快速抗原檢測套裝中， 採樣拭子的棉簽頭較大，有部分家長反映，為子女採樣時，剛把棉簽頭伸進鼻孔就已經流血，有網民笑言︰「未有肺炎，先有鼻炎」。不少網民指出，說明書有寫可以做口咽拭子採樣，亦有市民表示︰「意思意思就是了，不用太認真」，「用唾液代替就算了吧」。應變協調中心發新聞稿表示，早前向居民派發了不同牌子的快速抗原檢測套裝，這些都是鼻腔拭子的快速抗原檢測套裝，獲藥物監督管理局批准進口。居民自行鼻腔採樣時，頭部稍微向後傾，將採樣拭子插入鼻孔約2厘米，分別沿著兩邊鼻孔內壁摩擦及旋轉至少5次，過程中手部避免接觸到拭子的棉簽頭。而要留意的是，不同牌子的快速抗原檢測套裝操作步驟可能稍有不同，使用前須閱讀套裝內的使用說明書，按操作程序進行檢測，並協助家中有需要人士 （如長者）透過澳門健康碼申報檢測結果。

### 快測套裝質量欠佳兼存在瑕疵
7月24日防疫記者會上，有傳媒關注政府派發抗原檢測套裝的質量。衛生局山頂醫院醫務主任李偉成表示，當局以公開招標採購抗原檢測包，再由公共化驗室測試敏感度是否達標，若測試效果不理想不會選擇，由於需要數量龐大，其次，會以價格及交貨期等作為選擇測試包的標準。如果市民所領取的抗原檢測質量欠佳，例如不能顯示檢測結果，可以到核檢站更換。當局也會密切留意品質，並與供應商溝通。
同日 (7月24日) 晚上，留意到近日有居民反映，部分派發的快速抗原檢測套裝有瑕疵，應變協調中心表示，若居民有需要更換，自7月25日起，居民可攜帶原有瑕疵的快速抗原檢測套裝於辦公時間內到所屬的衛生中心/站進行更換。

## 全民核檢與複檢惹防疫漏洞質疑

### 連續兩次核檢「十混一」呈陽被指多次出入核檢站受感染
在最新公佈的陽性個案行程中，第252、254、256例均是首輪全民核檢結果為「十混一」陽性，並於22日同一時段在山頂醫院核檢站進行複檢，被質疑相關個案是在核檢站複檢的過程中染疫，衛生局傳染病防控處處長梁亦好表示，不能因個案多次出入核檢站，則懷疑個案是從核檢的過程中染疫，目前仍有部分患者未找到感染源頭，故社區中仍有傳播風險。被問到該三例的感染是否與核檢站或複檢時受感染，梁亦好表示，不能因個案多次出入核檢站，則懷疑相關個案的感染源就是核檢站。她又稱，也有部分人士亦未有到上述場所也染疫，故目前未能斷言兩者之間有一定的關聯。

### 澳門蛋社區治療中心運作情況混亂
6月29日，有孕婦向本地傳媒反映，由於自己在上周的第二輪全民核檢中因「10混1」，及在其後「6混1」樣本呈陽故被要求去澳門蛋做檢測兩次。雖澳門蛋分為快速陽性區以及紅碼陽性區，為了等核檢結果在澳門蛋與陽性感染者共處逾11小時，該市民質疑這樣的分區安排，可否為市民提供一個安全的檢測環境，同時詢問相關部門如何減低孕婦在候檢時感染風險，該市民又指在6月28日疫情新聞佈會上，當局稱澳門蛋檢測區有分區，對陽性人士和陰性人士加劇病毒傳播，對該名市民而言是擔驚受拍。
亦有兩歲幼童包括懷孕中的媽媽反映被衛生局告知幼兒與家中的長者同批的「10混1」結果呈陽性，當日下午就被防疫救護車送往澳門蛋，全家都配合政府呼籲，只能夠帶未有打疫苗的幼兒前往核酸站進行3次全民核酸，在第2次的全民核酸結果，被衛生局告知幼兒與家中的長者同批的「10混1」結果呈陽性被送往澳門蛋檢疫，只有爸爸作為陪同者照顧幼兒及長者。而澳門蛋的狀況非常糟糕，只見沒有防護的幼兒與潛在陽性案例共處同一空間等候，共用同一飲水機，一同等候十多小時，在家等待他們的懷孕媽媽，心急如焚，終於凌晨四時等到他們歸來。她原本以為遵從政府呼籲的指引，按指定時間進行快測、排查，所有結果是陰性；直到6月28日下午，幼兒出現病徵並即時到鏡湖急診求醫，等待核酸結果，直到6月29日上午（澳門蛋回來的第四天），快測結果呈陽性，全家（已打疫苗）都是陰性，只有幼兒是陽性。而幼兒，再次到澳門蛋進行覆檢，再次經歷可怕而沒有疫苗保護的環境及措施。由疫情開始至今，幼兒的行程只有在家及出外做核酸（沒有跨區），而家中大人亦管好對腳，只有短暫出外購買維生物資，亦盡量叫外賣避免接觸。請問當局是否有為嬰幼兒考慮？於澳門蛋的環境及措施，真的有可能傳染給沒有疫苗保護的嬰幼兒！倘若中招係嚴重，需要得到盡快治療！應該嬰幼兒及長者開始特別安排及處理，而相關人士希望有關當局可以為3歲以下及沒有打疫苗的小童著想，盡快優化有關措施。
在6月29日防疫記者會上，有傳媒反映部分混檢陽性人士本身是陰性但最後在澳門蛋停留後感染並陽性，衛生局局長羅奕龍表示感謝市民和傳媒給予意見，當局會聽取改善，若有不盡人意的地方表示抱歉。
在6月30日防疫記者會上，對於市民反映於澳門蛋 Ｃ館的檢疫流程時間長，並存在高感染風險，對於被安排到該處做核測倍感憂慮。衛生局傳染病防控處處長梁亦好強調，在澳門蛋 Ｃ館逗留 10幾個小時的情況一定不會出現，又強調 A館和 C館的檢疫流程，均按風險分流為最大原則，不同風險人士會在不同區域等候。她表示，安排到 A館的為較高風險的人士，包括自我快測陽性、核酸混樣陽性的人士，以及陽性個案的家人、同事等核心密切接觸者，他們在 A館會先由醫護人員做快速抗原檢測，仍為陽性會留在 A館等候核酸結果，屬最高風險人士；陰性則會隨即安排到 C館 2樓等待核酸結果。若密切接觸者當場做的快測抗原檢測結果陰性，則會安排到 C館大廳辦理隔離酒店入住手續，安排治安警巴士接載到酒店，毋須等候核酸結果。次密接、共同軌跡等感染風險較低人士，在 C館接受核酸採樣後，經過檢疫分流隨即送往酒店接受醫學觀察，同樣毋須等候核酸結果。
7月3日防疫記者會上，應變協調中心宣佈自該一輪全民核酸檢測起，豁免0至3歲嬰幼兒 (但不包括黃碼) 進行全民核酸檢測。

## 外勞明搶本地核酸檢測員“飯碗”
2022年7月21日，勞工局副局長陳元童在電台時事節目《澳門講場》表示，外僱是預先審批，雖然當局批出100個名額，但他們還要經過內地辦證的手續，當局從行政數據看到，目前沒有任何一人來澳，重申相關公司亦反映，較早前已聘請200多名本澳採樣員。對於有本地前線人員表示因被外僱頂替而失去工作，事件引發社會關注，加上有檢測機構以不同標準聘請內地和澳門的採樣員，被質疑等於為難澳門採樣員。陳元童回應指，本輪疫情傳播速度快，必須短時間內有專業人員協助防疫，但當時本澳未能立即配備到足夠人員，故當局以網上方式協助核檢機構招聘核檢採樣人員。他強調，本地或從內地招聘的核酸採樣人員資格標準一致，社會忽略了兩地在專業制度上有不同。陳元童又解釋，核酸檢測採樣員是較高風險的工作，並非穿上防護衣就能擔任。現時本澳要透過本科才能取得相關醫療專業，澳門曾經的護校亦已變成學士位形式培訓醫護。內地除了有正規的醫療本科專業外，也有專業學校培養部分護士，而且內地採樣員若來澳同樣要經過一系列培訓。

### 議員促採樣員以本地人優先
2022年7月26日，立法會直選議員高天賜提出書面質詢，要求勞工局交代事先有否要求該公司進行全澳廣泛招聘，如事先於中英葡各種媒介刊登招聘廣告，待確實無法於本地招聘，並提交相關無法招聘本地僱員的實質證據才批准公司外地僱員名額，以體現“本地居民就業優先”的就業政策核心精神？高天賜指出，由於疫情反覆不定，過去一個多月全澳居民停工停業，造成家庭承受巨大的經濟壓力，質詢政府有何直接實質性的措施，補償因疫情而沒有收入的僱員，維護僱員基本權益，並有何切實可行的政策規劃協助本地失業居民盡快尋獲工作？ 他要求勞工局交代會否設立統一的招聘網站，要求全澳所有公營機構與私營企業提供招聘信息並將其上傳至網站，讓全澳待業或有意願工作的本地居民可隨時於網頁遞交履歷求職。 同時設立定期公佈招聘過程詳細數據（各公營機構及私營企業職位數量、各家已遞交簡歷數量、錄用情況等）的機制，並要求企業聘請外僱時需支付更多費用，避免企業濫用申請外僱名額，從而方便求職居民了解澳門職場最新情況並盡其所能降低失業率？